# Thomas Böhm (Pädagoge)
Thomas Böhm (* 1955) ist ein deutscher Pädagoge und Autor zu Fragen des Schulrechts.

## Leben und Wirken
Böhm studierte Rechtswissenschaft, Anglistik und Pädagogik in Bonn und Bochum. 1986 absolvierte er das Zweite Staatsexamen für das Lehramt für die Sekundarstufe II mit Schwerpunkt in berufsbildenden Schulen. 1988 promovierte er mit einer Dissertation zum Rechtskundeunterricht in der BRD und den USA. Für das Institut für Lehrerfortbildung in Essen-Werden leitete Böhm als Dozent Seminare für Lehrkräfte zu schulrechtlichen Fragen. Als Autor von Büchern zu Fragen des Schulrechts und als Gründungspräsident der Deutschen Gesellschaft für Schulrecht ist Böhm überregional als Interviewpartner von Medien präsent.

## Positionen
Böhm konstatiert, dass Eltern die Befugnisse von Lehrern oft unterschätzen. Eltern würden zu häufig nur die Rechte des eigenen Kindes sehen, nicht jedoch die Belange der Schulgemeinschaft. Andererseits kritisiert Böhm auch das aus seiner Sicht unzureichende Wissen vieler Lehrkräfte zum Schulrecht, dieses Thema werde in der Lehrerausbildung nur „stiefmütterlich“ behandelt. An der Gesetzgebung kritisiert Böhm, dass Vieles „zu vage“ formuliert sei, was ebenfalls zur Handlungsunsicherheit schulischer Akteure beitrage.

## Schriften (Auswahl)
- Grundriss des Schulrechts in Deutschland. Luchterhand, Neuwied/Kriftel/Berlin 1995, ISBN 3-472-02402-X.
- Elternrechte in der Schule. Ernst Reinhardt, München/Basel 2007, ISBN 3-497-01907-0.
- Alles was Recht ist. Grundwissen Schulrecht für Schulleitungen. 2. vollst. überarb. Aufl., LinkLuchterhand, Köln 2009, ISBN 978-3-472-07555-4.
- Erziehungs- und Ordnungsmaßnahmen in der Schule. Schulrechtlicher Leitfaden. 4. überarb. Aufl., Kronach, Köln 2011, ISBN 978-3-556-02289-4.
- Aufsicht und Haftung in der Schule. Schulrechtlicher Leitfaden. 4. überarb. Auflage, Kronach, Köln 2011, ISBN 978-3-556-02288-7.
- Schulrechtliche Fallbeispiele. Eine fallorientierte Einführung in das Schulrecht. 7. vollständig überarbeitete Auflage, Carl Link, Köln/Kronach 2017, ISBN 978-3-556-07060-4.
- Nein, du gehst jetzt nicht auf`s Klo! - Was Lehrer dürfen. mvgverlag, München 2017, ISBN 978-3-86882-836-8.
- Diese Note akzeptieren wir nicht. Welche Rechte Eltern in der Schule haben. mvgverlag, München 2019, ISBN 978-3-7474-0063-0.
- [als Hrsg.:] SchulRecht. Informationsdienst für Schulleitung und Schulaufsicht. Carl Link Verlag, Hürth, ISSN 1434-4181.